# The Desert Rose Band
The Desert Rose Band é uma banda americana de country rock fundado na Califórnia, Estados Unidos, que teve muito sucesso no final dos anos 80 e no início dos 90. Uma de suas canções mais famosas e mais bem-sucedidas, "One Step Forward" (Um Passo para a Frente) figurou na trilha sonora do jogo eletrônico Grand Theft Auto: San Andreas, mais precisamente na rádio K Rose.

## Discografia

### Álbuns
| 1987                                       | Desert Rose Band - Gravadora: MCA/Curb Records | 24 | —   |
| 1988                                       | Running - Gravadora: MCA/Curb                  | 26 | —   |
| 1989                                       | Pages of Life - Gravadora: MCA/Curb            | 17 | 187 |
| 1991                                       | True Love - Gravadora: Curb                    | —  | —   |
| 1993                                       | Life Goes On - Gravadora: Curb                 | —  | —   |
| "—" indica que o álbum não chegou à parada |                                                |    |     |

### Coletâneas
| Ano  | Detalhes                                            | Country dos EUA |
| ---- | --------------------------------------------------- | --------------- |
| 1991 | A Dozen Roses - Greatest Hits - Gravadora: MCA/Curb | 44              |
| 1993 | Traditional - Gravadora: Curb                       | —               |

### Singles
| 1987                                                                      | "Ashes of Love"          | 26 | 37 | Desert Rose Band |
| 1987                                                                      | "Love Reunited"          | 6  | 5  | Desert Rose Band |
| 1987                                                                      | "One Step Forward"       | 2  | 2  | Desert Rose Band |
| 1988                                                                      | "He's Back and I'm Blue" | 1  | 1  | Desert Rose Band |
| 1988                                                                      | "Summer Wind"            | 2  | *  | Running          |
| 1988                                                                      | "I Still Believe in You" | 1  | *  | Running          |
| 1989                                                                      | "She Don't Love Nobody"  | 3  | 4  | Running          |
| 1989                                                                      | "Hello Trouble"          | 11 | 11 | Running          |
| 1989                                                                      | "Start All Over Again"   | 6  | 3  | Pages of Life    |
| 1990                                                                      | "In Another Lifetime"    | 13 | 18 | Pages of Life    |
| 1990                                                                      | "Story of Love"          | 10 | 6  | Pages of Life    |
| 1991                                                                      | "Will This Be the Day"   | 37 | 44 | A Dozen Roses    |
| 1991                                                                      | "Come a Little Closer"   | 65 | 67 | A Dozen Roses    |
| 1991                                                                      | "You Can Go Home"        | 53 | 64 | True Love        |
| 1992                                                                      | "Twilight Is Gone"       | 67 | 82 | True Love        |
| 1993                                                                      | "What About Love"        | 71 | —  | Life Goes On     |
| "—" indica que o single não chegou à parada * indica posição desconhecida |                          |    |    |                  |